# Agrilus ziegleri
Agrilus ziegleri es una especie de insecto del género Agrilus, familia Buprestidae, orden Coleoptera.
Fue descrita científicamente por Niehuis, 2006.